# Chedivova hvězda
Chedivova hvězda byla medaile za tažení založená chedivem Tewfikem Pašou. Udílena byla za účast na vojenských taženích v Egyptě a Súdánu v letech 1882 až 1891. Udílena byla i příslušníkům britských jednotek, kteří sloužili během anglo-egyptské války v roce 1882 a následně během bojů při Mahdího povstání.

## Historie
Po vypuknutí anglo-egyptské války v roce 1882 se zástupci Spojeného království setkali s opozicí Ahmeda 'Urabiho, který byl nacionalistou a zastáncem nezávislosti. Úspěch Britů ve válce posílil pozici egyptského chediva, Tewfika Pašy, podporovatele britské vlády, který se rozhodl vyznamenat všechny britské a indické vojáky, kteří se zapojili do bojů a kteří již získali Egyptskou medaili.
Udílení hvězdy bylo rozšířeno na účast v bojích proti Mahdího povstání v Súdánu v roce 1891. Za ocenění bojů během anglo-egyptského dobytí Súdánu v letech 1896 až 1899 byla založena nová medaile za tažení Chedivská súdánská medaile.
Chedivovou hvězdou bylo oceněno také několik egyptských civilistů za nevojenskou službu.

## Popis medaile
Medaile má tvar pěticípé bronzové hvězdy, která je ztmavena pomocí laku. Na přední straně medaile je uprostřed sfinga v pozadí s pyramidami. Ústřední motiv obklopuje kruh v horní části s nápisem EGYPT a ve spodní části s příslušným datem v arabštině.  Na zadní straně je korunovaný monogram Tewfika Pašy. Ke stuze je medaile připojena pomocí přechodového prvku ve tvaru pěticípé hvězdy a půlměsíce. Mnohé hvězdy jsou bezejmenné, na některých jsou na zadní straně vyryta osobní data jejich nositele.
Stuha je modrá.
Medaile byly vyráběny firmou Henry Jenkins and Sons of Birmingham.

### Verze medaile
Existují čtyři verze hvězdy, které odpovídají různým kampaním. Každý příjemce vyznamenání mohl obdržet pouze jednu z nich.
1. datovaná 1882: za službu na podporu chediva během anglo-egyptské války 1882
2. datovaná 1884: za vojenské operace uskutečněné mezi 19. únorem a 26. březnem 1884 související s první Suakinskou expedicí
3. datovaná 1884–1886: za vojenské operace uskutečněné mezi 26. březnem 1894 a 7. říjnem 1886, včetně nilské expedice na pomoc generálu Charlesu Gordonovi obklíčenému v Chartúmu a operace v oblasti Suakinu
4. nedatovaná: za vojenské operace v letech 1887 až 1891, především v oblasti Suakinu a podél Nilu

Navíc byla zavedena spona s nápisem Tokar v arabštině (arabsky: توكار), jež byla udílena účastníkům bojových akcí v Tokaru, ke kterým došlo dne 19. února 1891. Tato spona mohla být udělena k již dříve udělené Chedivově hvězdě a nebo k nově udělené nedatované čtvrté verzi hvězdy.

Udělení Chedivovy hvězdy příslušníkům britských sil bylo vždy doprovázeno s udělením Egyptské hvězdy s výjimkou služby v Tokaru v roce 1891, za kterou nebyla Egyptská hvězda udílena.

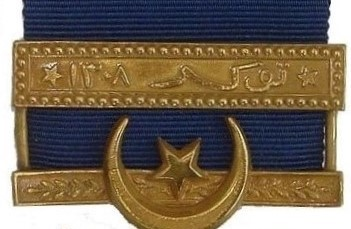
Spona Tokar
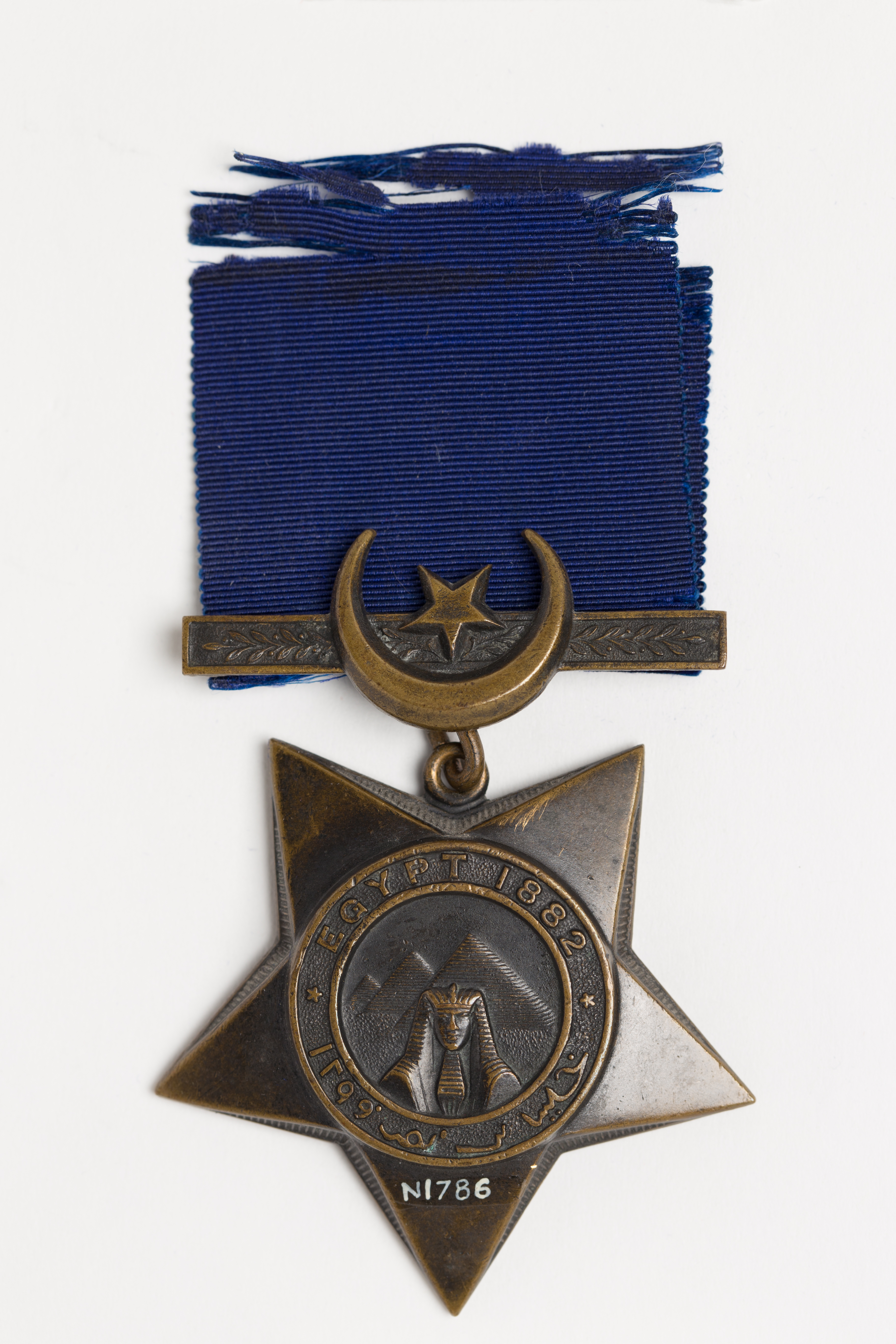
Přední strana
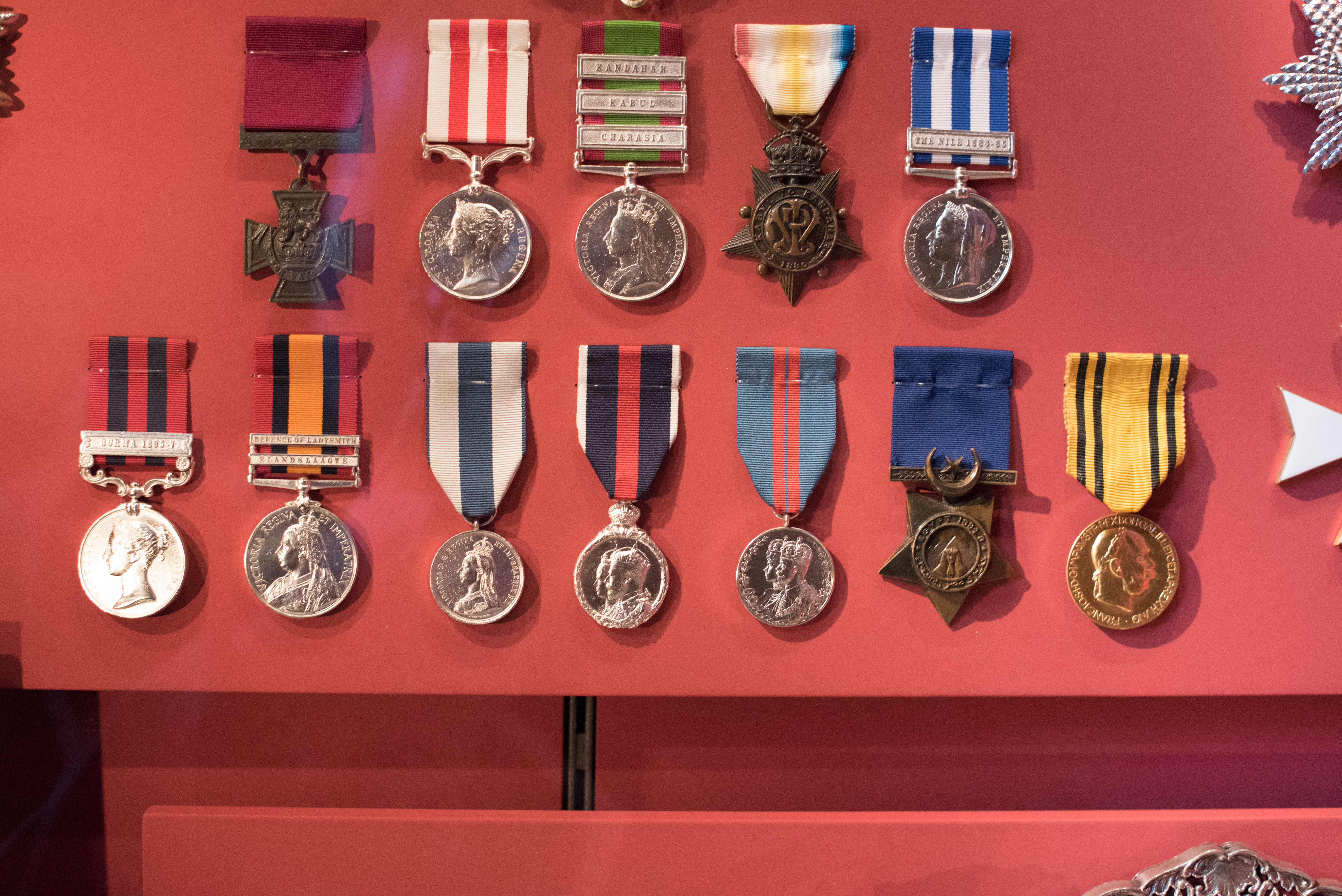
Medaile britského polního maršála George Whita, včetně Chedivovy hvězdy